# NHL (1948/1949)
Sezon NHL 1948-1949 był 32. sezonem ligi NHL. Sześć zespołów rozegrało po 60 meczów w sezonie zasadniczym. Puchar Stanleya zdobyła drużyna Toronto Maple Leafs.

## Sezon zasadniczy
M = Mecze, W = Wygrane, P = Przegrane, R = Remisy, PKT = Punkty, GZ = Gole Zdobyte, GS = Gole Stracone, KwM = Kary w minutach
| Drużyna             | M  | W  | P  | R  | PKT | GZ  | GS  | KwM |
| ------------------- | -- | -- | -- | -- | --- | --- | --- | --- |
| Detroit Red Wings   | 60 | 34 | 19 | 7  | 75  | 195 | 145 | 621 |
| Boston Bruins       | 60 | 29 | 23 | 8  | 66  | 178 | 163 | 434 |
| Montreal Canadiens  | 60 | 28 | 23 | 9  | 65  | 152 | 126 | 728 |
| Toronto Maple Leafs | 60 | 22 | 25 | 13 | 57  | 147 | 161 | 706 |
| Chicago Black Hawks | 60 | 21 | 31 | 8  | 50  | 173 | 211 | 695 |
| New York Rangers    | 60 | 18 | 31 | 11 | 47  | 133 | 172 | 413 |

### Najlepsi strzelcy
| Zawodnik     | Drużyna                               | Mecze | Bramki | Asysty | Punkty | Kary w minutach |
| ------------ | ------------------------------------- | ----- | ------ | ------ | ------ | --------------- |
| Roy Conacher | Chicago Black Hawks                   | 60    | 26     | 42     | 68     | 8               |
| Doug Bentley | Chicago Black Hawks                   | 60    | 23     | 43     | 66     | 38              |
| Ted Lindsay  | Detroit Red Wings                     | 50    | 26     | 28     | 54     | 97              |
| Sid Abel     | Detroit Red Wings                     | 60    | 28     | 26     | 54     | 49              |
| Jim Conacher | Chicago Black Hawks/Detroit Red Wings | 59    | 26     | 23     | 49     | 43              |
| Paul Ronty   | Boston Bruins                         | 60    | 20     | 29     | 49     | 11              |

## Playoffs

### Półfinały
| Detroit Red Wings – Montreal Canadiens                      | Detroit Red Wings – Montreal Canadiens | Detroit Red Wings – Montreal Canadiens | Detroit Red Wings – Montreal Canadiens | Detroit Red Wings – Montreal Canadiens | Detroit Red Wings – Montreal Canadiens | Detroit Red Wings – Montreal Canadiens |
| Data                                                        | Wyjazd                                 | Wyjazd                                 | Dom                                    | Dom                                    |                                        |                                        |
| ----------------------------------------------------------- | -------------------------------------- | -------------------------------------- | -------------------------------------- | -------------------------------------- | -------------------------------------- | -------------------------------------- |
| 22 marca                                                    | Montreal                               | 1                                      | 2                                      | Detroit                                | Po dogrywce                            |                                        |
| 24 marca                                                    | Montreal                               | 4                                      | 3                                      | Detroit                                | Po dogrywce                            |                                        |
| 26 marca                                                    | Detroit                                | 2                                      | 3                                      | Montreal                               |                                        |                                        |
| 29 marca                                                    | Detroit                                | 3                                      | 1                                      | Montreal                               |                                        |                                        |
| 31 marca                                                    | Montreal                               | 1                                      | 3                                      | Detroit                                |                                        |                                        |
| 2 kwietnia                                                  | Detroit                                | 1                                      | 3                                      | Montreal                               |                                        |                                        |
| 5 kwietnia                                                  | Montreal                               | 1                                      | 3                                      | Detroit                                |                                        |                                        |
| Detroit wygrało 4:3 i awansowało do finału Pucharu Stanleya |                                        |                                        |                                        |                                        |                                        |                                        |

| Boston Bruins – Toronto Maple Leafs                         | Boston Bruins – Toronto Maple Leafs | Boston Bruins – Toronto Maple Leafs | Boston Bruins – Toronto Maple Leafs | Boston Bruins – Toronto Maple Leafs | Boston Bruins – Toronto Maple Leafs |
| Data                                                        | Wyjazd                              | Wyjazd                              | Dom                                 | Dom                                 |                                     |
| ----------------------------------------------------------- | ----------------------------------- | ----------------------------------- | ----------------------------------- | ----------------------------------- | ----------------------------------- |
| 24 marca                                                    | Toronto                             | 3                                   | 0                                   | Boston                              |                                     |
| 28 marca                                                    | Toronto                             | 3                                   | 2                                   | Boston                              |                                     |
| 26 marca                                                    | Boston                              | 5                                   | 4                                   | Toronto                             |                                     |
| 30 marca                                                    | Boston                              | 1                                   | 3                                   | Toronto                             |                                     |
| 1 kwietnia                                                  | Toronto                             | 3                                   | 2                                   | Boston                              |                                     |
| Toronto wygrało 4:1 i awansowało do finału Pucharu Stanleya |                                     |                                     |                                     |                                     |                                     |

### Finał Pucharu Stanleya
| Detroit Red Wings – Toronto Maple Leafs       | Detroit Red Wings – Toronto Maple Leafs | Detroit Red Wings – Toronto Maple Leafs | Detroit Red Wings – Toronto Maple Leafs | Detroit Red Wings – Toronto Maple Leafs | Detroit Red Wings – Toronto Maple Leafs |
| Data                                          | Wyjazd                                  | Wyjazd                                  | Dom                                     | Dom                                     |                                         |
| --------------------------------------------- | --------------------------------------- | --------------------------------------- | --------------------------------------- | --------------------------------------- | --------------------------------------- |
| 8 kwietnia                                    | Toronto                                 | 3                                       | 2                                       | Detroit                                 |                                         |
| 10 kwietnia                                   | Toronto                                 | 3                                       | 1                                       | Detroit                                 |                                         |
| 13 kwietnia                                   | Detroit                                 | 1                                       | 3                                       | Toronto                                 |                                         |
| 16 kwietnia                                   | Detroit                                 | 1                                       | 3                                       | Toronto                                 |                                         |
| Toronto wygrało 4:0 i zdobyło Puchar Stanleya |                                         |                                         |                                         |                                         |                                         |

## Nagrody
| O’Brien Trophy:            | Detroit Red Wings                   |
| Prince of Wales Trophy:    | Detroit Red Wings                   |
| Art Ross Memorial Trophy:  | Roy Conacher, Chicago Black Hawks   |
| Calder Memorial Trophy:    | Pentti Lund, New York Rangers       |
| Hart Memorial Trophy:      | Sid Abel, Detroit Red Wings         |
| Lady Byng Memorial Trophy: | Bill Quackenbush, Detroit Red Wings |
| Vezina Trophy:             | Bill Durnan, Montreal Canadiens     |